# Rödgölen (Tjärstads socken, Östergötland)
Rödgölen är en sjö i Kinda kommun i Östergötland och ingår i Motala ströms huvudavrinningsområde.